# Вулиця Добрий Шлях
Ву́лиця До́брий Шля́х — вулиця в Голосіївському районі міста Києва, місцевість Добрий Шлях. Пролягає від Голосіївської вулиці до вулиці Еллана-Блакитного. 
Прилучаються вулиці Олега Дідушка, Снайперська, Конотопська, провулки Голосіївський, Олега Кошового, Конотопський, Листопадний і Тиврівський.

## Історія
Вулиця відома з 2-ї половини XIX століття. Щодо походження назви існує переказ, ніби цей шлях слугував традиційним місцем, де проводжали чумаків до Криму і бажали їм доброї дороги.